# Ouvert la nuit
Pour plus de détails, voir Fiche technique et Distribution.
Ouvert la nuit est un film français réalisé par Édouard Baer, sorti en 2016. Il s'agit du 3e long métrage mis en scène par Édouard Baer, après La Bostella (sorti en 2000) et Akoibon (sorti en 2005).
Il s'agit également du dernier film dans lequel apparaît Michel Galabru.

## Fiche technique
- Titre : Ouvert la nuit
- Réalisation : Édouard Baer
- Scénario : Édouard Baer et Benoît Graffin
- Photographie : Yves Angelo
- Montage : Hervé de Luze
- Décors : Emmanuel de Chauvigny
- Chanson originale : Alain Souchon
- Casting : Stéphane Foenkinos
- Production : Barka Hjij
- Société de production : Les Films en Cabine
- Société de distribution : Le Pacte
- Pays de production :  France
- Langue originale : français
- Format : couleur - 1,85:1
- Dates de sortie :
  - France : 26 août 2016 (Festival d'Angoulême) ; 11 janvier 2017 (sortie nationale)
  - Belgique : 24 novembre 2016 (Festival de Bruxelles)
- Box-office France : 100 809 entrées

## Distribution
- Édouard Baer : Luigi
- Audrey Tautou : Nawel
- Grégory Gadebois : Marcel
- Sabrina Ouazani : Faeza
- Atmen Kélif : Kamel
- Michel Galabru : lui-même
- Lionel Abelanski : Lolo
- Marie-Ange Casta : Clara
- Jean-Michel Lahmi : Théo
- Patrick Boshart : Monsieur Pat, borgne
- Christine Murillo : Madame Pelissier
- Alexia Giordano : La secrétaire
- Guilaine Londez : Une gardienne du zoo
- Michel Fau : le directeur du bar branché
- Alain Weill : le barman de la Closerie
- Booder : le vendeur de roses
- Tiby : Lisette la guenon
- Yoshi Oida : Atsuhiko Dazai
- Kaori Ito : assistante de Dazai
- Alka Balbir : Karine